# 澳門大學運動場
澳大運動場（葡萄牙語：Estádio da UM），位於氹仔大學大馬路，於2014年啟用，由澳門特別行政區政府體育局管理。

## 歷史
2009年12月20日，澳門大學新校區正式動工，由中共中央總書記、國家主席胡錦濤主持奠基儀式，並為大學題詞。
2012年7月7日，澳門大學新校區的全部建築物順利封頂。
2013年7月18日，新校園內的工程基本完工，並進行機電系統調試及工程修繕工作。
2013年7月20日，澳門大學新校區正式啟用，並爭取於2014年1月至2月全面向公眾開放，部分設施包括大學會堂、體育場館和圖書館等與澳門社區共享。
2014年8月25日，澳門大學新校區正式全面投入運作，運動場亦於同日起正式運作並開放供澳大教職員和學生使用。
2015年3月29日，澳門大學舉行遷入新校區後首個大型開放日，並首次開放大型體育措施包括綜合體育館和運動場。
2016年6月1日，為了貫切落實“公共體育設施網絡”服務的方針，善用體育設施資源，為市民提供更多的體育場所，體育局透過與澳門大學簽訂合作協議，澳門大學新校區內部份體育設施包括運動場內部分設施於非上課時段開放予公眾使用，並預留部分使用時段予澳門本地體育社團進行活動。運動場開放設施包括真草足球場、田徑跑道、三個戶外網球場及戶外排球場。

## 設施
- 標準11人足球場
- 9條400米跑道
- 投擲籠、跳遠和跳高場地
- 大型觀眾席看台
- 三個戶外網球場
- 戶外排球場

## 開放時間
全日開放時間為07:00-23:00，設有澳大時間和體育局時間。
- 澳大時間（只供澳大成員使用）：週一：07:00 – 23:00；週二至週五：07:00 – 18:00；週六：07:00 – 13:00
- 體育局時間 （只供體育局安排之團體使用）：週二至週五：18:00 – 23:00；週六：13:00 – 23:00：週日：07:00 – 23:00

## 大型活動
運動場舉行多項田徑類項目，包括於2016年起期間舉辦的澳門大學運動會，經改制後更名為澳大體育節；由教育暨青年局主辦的第42屆學界田徑比賽以及2019年學界A組足球決賽。

## 事件

### 颱風天鴿致設施受損嚴重
2017年8月23日，颱風天鴿正面吹襲澳門，澳門大學新校區內多處設施受損，澳大運動場內的設施也不能倖免。而體育局轄下所有體育設施一度暫停開放多天。
2017年8月29日，體育局“公共體育設施網絡”內體育設施因颱風吹襲影響關係受到不同程度的破壞，部份體育設施已於當天起逐步重新開放。但運動場內主看台、田徑跑道、真草足球場、網球場和排球場在風災中嚴重受損，體育局當時與澳門大學密切協調及跟進各項工程維修工作，在確保場館內所有設施安全後才恢復正常運作。
2017年12月1日，澳大運動場主看台繼續進行維修，繼續維持暫停開放。
2018年2月，運動場經過一輪維修後重新恢復對外開放。

### 學界A組足球決賽兩度延期
2019年3月9日，學界足球A組決賽首度延期舉行，賽事原定由粵華中學對澳門國際學校。
2019年4月14日，學界男子甲組足球決賽原定於當天16:30舉行，但由於氣象局發出雷暴警告信號，大會先宣布賽事延遲一小時展開。17:20，氣象部門將雷暴警告信號有效時間延長至19:30，大會最終宣布延期。
2019年6月2日，賽事經歷多番波折後終於順利進行，最終由「班霸」粵華中學以2：1力壓國際學校，再一次登上冠軍寶座，並成功締造6連冠，其隊長梁智誠亦以18個入球成為神射手。賽後教練表示皆因因為賽事兩次改期，拖長了時間，令原先的部署已失作用；再者近六、七年未有遇到國際學校這種身體質素、打法及鬥志皆強的球隊。本應他以為被追平後，要以互射12碼決勝，幸好隨後果斷換人變陣，成功贏出比賽。

## 公共交通

### 巴士
T555 澳大／綜合體育館（UM / Complexo Desportivo）
路線：71、71S、72、73、73S、N6
T556 澳大／行政樓（UM / Edifício Administrativo）
路線：71、71S、72、73、73S、N6

### 跨境巴士
岐關車路營運的橫琴-澳門跨境通勤專線，定期班次往返橫琴粵澳深度合作區和澳門大學新校區。
B2線、B5線
- 往橫琴停靠站點：橫琴口岸、濠江路口、華發首府（4號崗）、K2荔枝灣（伯牙小學北門）
- 往澳大方向僅供下車

B4線
- 往橫琴停靠站點：橫琴口岸、橫琴人才公寓、橫琴國際網球中心（石山村）、粗沙環、橫琴醫院
- 往澳大方向僅供下車

## 外部連結
- 澳大運動場及綜合體育館 - 澳大綜合體育館 （页面存档备份，存于）
- 澳門大學體育事務部 （页面存档备份，存于）